# Animus meminisse horret

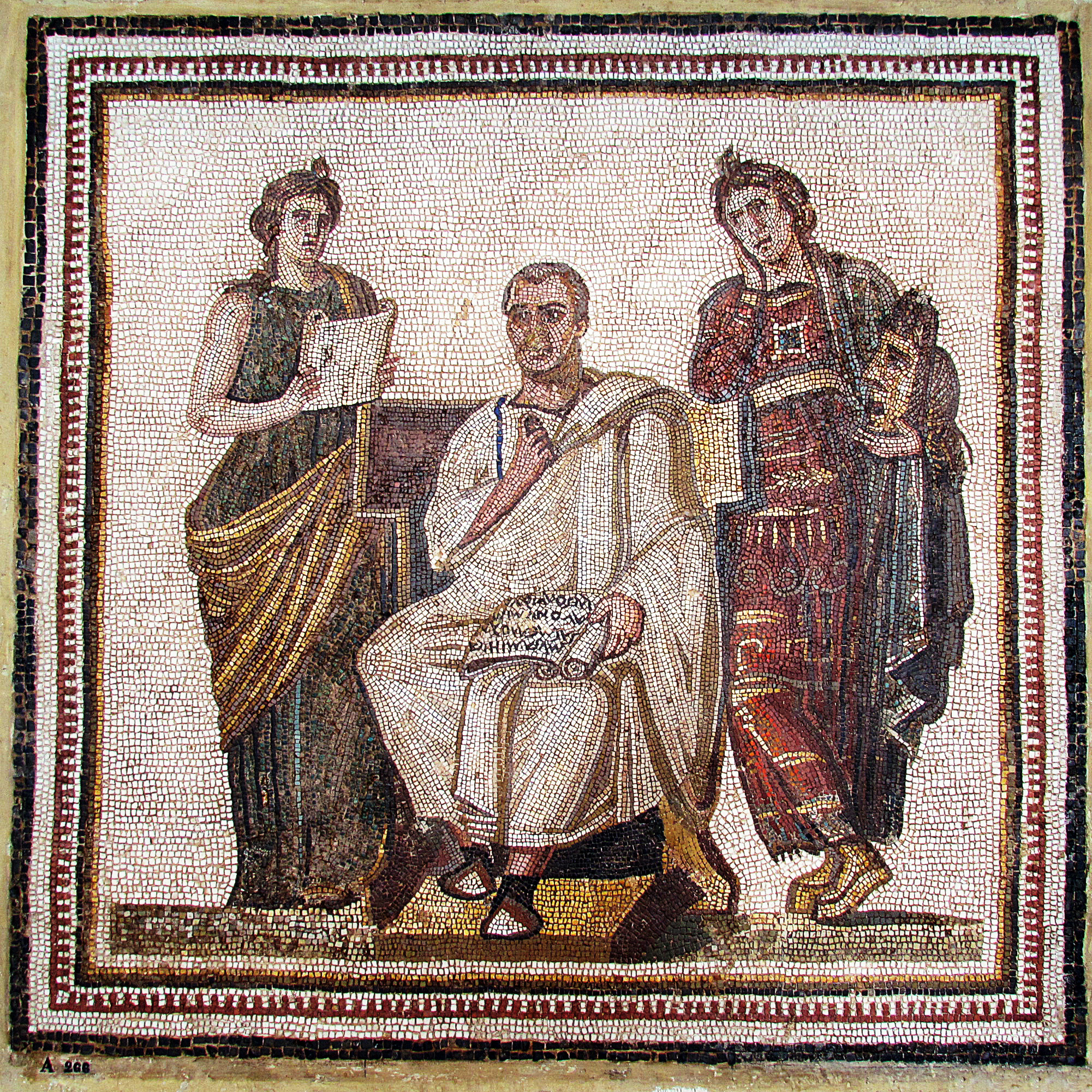
Virgilio con lEneide tra Clio e Melpomene (Museo nazionale del Bardo, Tunisi)

La frase latina Animus meminisse horret (in italiano l'anima trema d'orrore nel ricordare) si trova nell'Eneide (II, 12) di Publio Virgilio Marone. 
La frase è pronunciata da Enea, quando inizia il racconto doloroso della guerra di Troia.
Viene utilizzata nei casi in cui si racconta un fatto drammatico, il cui ricordo rievoca angoscia.